# Andrés Martínez de Ondarza
Andrés Martínez de Ondarza (Vergara siglo XV  - Sanlúcar de Barrameda 1552)  fue secretario de los Reyes Católicos, inspector y contador de Felipe I e intendente del emperador Carlos I.
En Vergara fundó el convento franciscano de la Santísima Trinidad y a través de la Corona terminó la obra del monasterio franciscano de Bidaurreta en Oñate.
Fue caballero y comendador de la Orden de Santiago y  fundó en Vergara la finca y palacio de Ondarza-Araoz.

## Biografía
Nació en el último tercio del siglo XV en Vergara . Pasó a Castilla al servicio de Fernando el Católico; fue su Secretario durante 53 años. Veedor y Contador de Felipe I y Contador del Emperador Carlos V en su casa real.
Fue una  pieza central de los engranajes económicos y administrativos de los diferentes servicios regios presentes en Castilla con el fin de facilitar su gestión.
Vistió el hábito de Santiago desde 1535, disfrutando de una encomienda de la Orden siendo el "primer Caballero de Santiago que hubo en la provincia de Guipúzcoa".
Los Reyes le encomendaron terminar  la  obra del monasterio de Bidaurreta de monjas franciscanas en Oñate, haciéndole merced de la primera Capilla que está a la parte del Evangelio.

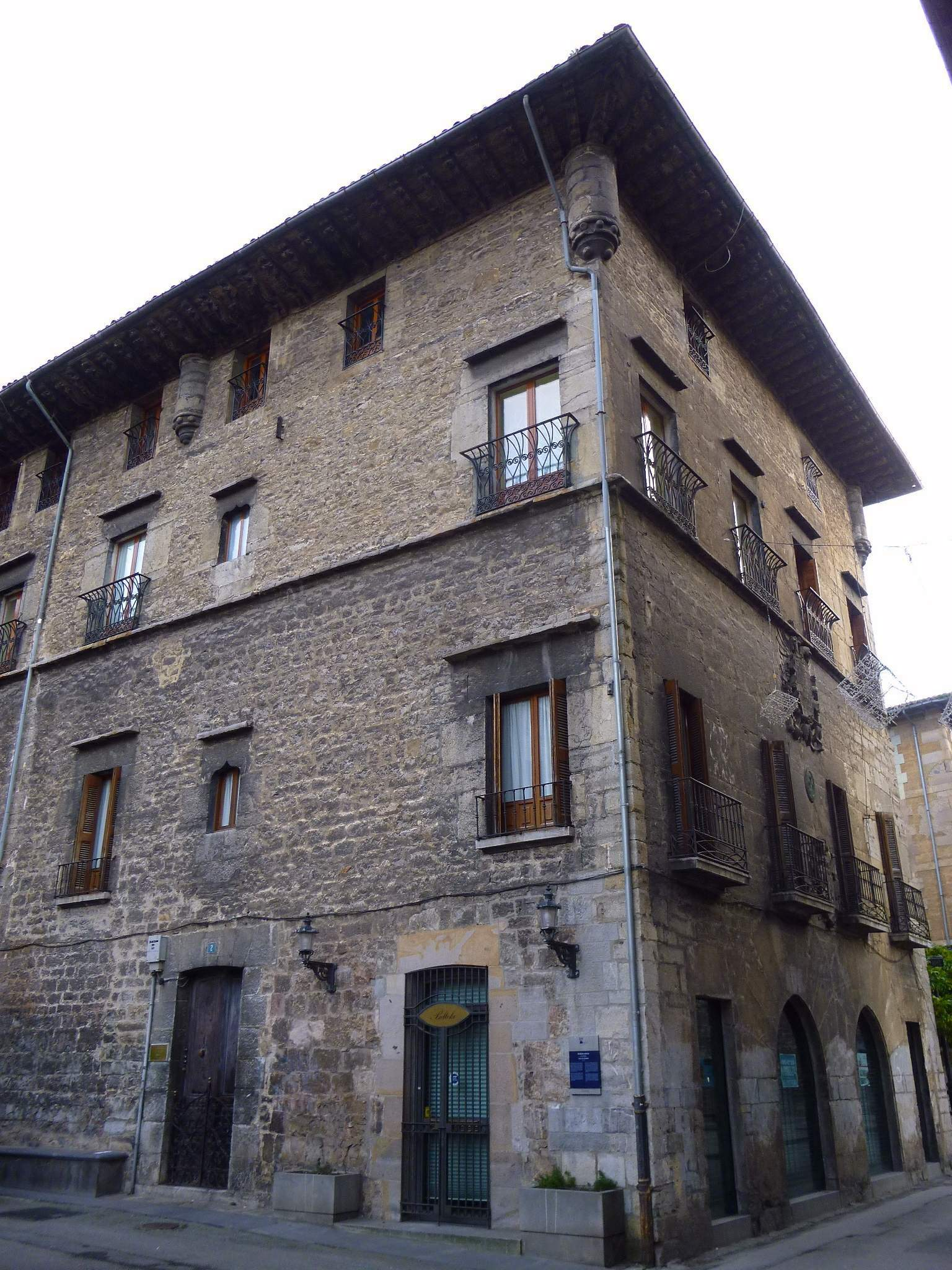
Casa Ondarza

En 1532  Andrés Martínez de Ondarza  fundó el Convento de las monjas franciscanas de la Trinidad de Vergara.
En 1536 el emperador Carlos V  le permitió fundar su mayorazgo en el palacio de  Ondarza de Vergara, 
Falleció en 1552 en Sanlúcar de Barrameda pero fue enterrado en el Convento de la Santísima Trinidad de Vergara junto con su segunda mujer Magdalena de Araoz.   